# Casa Milà

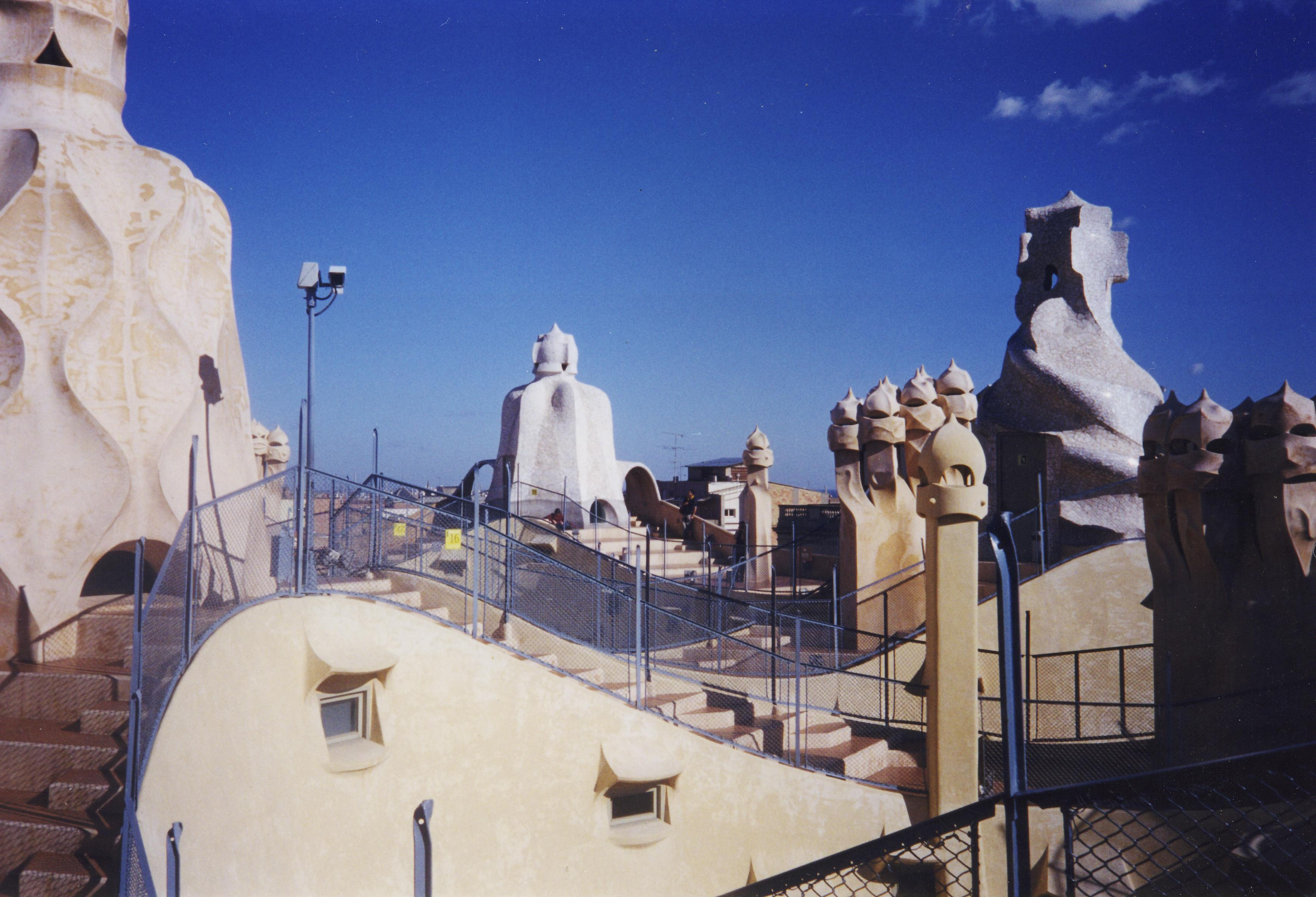
A tetőterasz

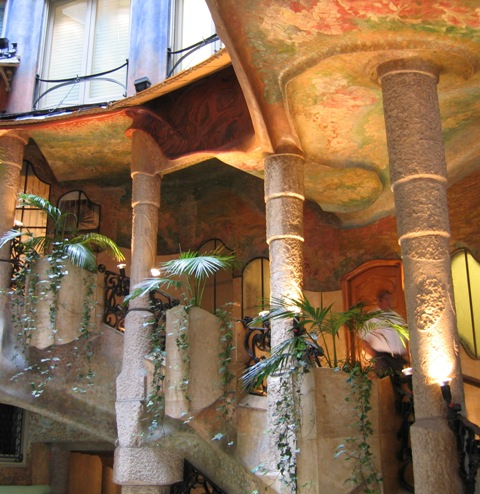
A belső tér részlete

A Casa Milà, vagy ahogy más néven ismerik, a Kőbánya (La Pedrera) Antoni Gaudí épületeinek a sorában az egyik legismertebb lakóház. Barcelona Eixample kerületében a Passeig de Gràcia 92. szám alatt található. 1905–1910 között épült a gazdag textilgyárosnő, Roser Segimon de Milà és férje, Pere Milà megrendelésére. 
Az építész utolsó lakóépülete tulajdonképpen egy öt emeletes bérház, amelynek első emeletét lakta a Milà család. Az alagsorba kerültek a garázsok és az istállók. Gaudí életének abban a szakaszában tervezte, amikor úgy érezte, álmai szertefoszlanak. A Güell park eltervezett beépítése zátonyra futott, művészetét egyre nagyobb értetlenség vette körül. A Casa Milà épületében szinte életműve összegzését adja: itt valósítja meg legtökéletesebben a természet és az építészet összeolvasztását. Mintha egy lepusztult, barlangokkal szaggatott hegy lenne. 
A házat szinte kiviteli terv nélkül, néhány egyszerű vázlat alapján építették fel. Az építésnél használtak acélszerkezetet és a fölsőbb szinteken téglaíveket is. A homlokzat kőszerűen hat, s ebbe a látványba Gaudí belekomponálta a balkonok növényeit is, amelyek változékonyságot biztosítanak. Hagyományos értelemben nincs is homlokzata, mint ahogy az egész épületben alig található egyenes falszakasz. A tetőterasz sem hagyományos: a cementhabarccsal, kerámiával és csiszolatlan márvánnyal borított felületen non figuratív plasztikák sora található, a kémények is szobrokat mintáznak. Gaudí a későbbi esetleges szállodaként való felhasználására gondolva a lakások között áthelyezhető, eltávolítható válaszfalakat tervezett. 1954-ben a padlástérben szintén lakások épültek. 
A Casa Milà több épületnek volt előképe:
- Einstein-torony, Potsdam, tervező: Erich Mendelsohn
- Solomon R. Guggenheim Múzeum, New York, tervező: Frank Lloyd Wright
- Chapelle Notre Dame du Haut, Ronchamp, Franciaország, tervező: Le Corbusier
- A Hundertwasser-ház és Friedensreich Hundertwasser más művei
- Disney Concert Hall, Los Angeles, tervező: Frank Gehry

A ház tetőterasza volt az egyik színhelye Michelangelo Antonioni Foglalkozása: riporter című filmjének.